# Lev Jasjin
Lev Ivanovitsj Jasjin (Russisch: Лев Иванович Яшин) (Moskou, 22 oktober 1929 – aldaar, 20 maart 1990) was een Sovjet-Russisch voetballer die als doelman speelde. Hij speelde zijn hele profcarrière, die duurde van 1950 tot 1971, voor Dinamo Moskou. Met 326 wedstrijden voor de club is hij een van de recordhouders. Daarnaast kwam hij tussen 1954 en 1967 uit voor het voetbalelftal van de Sovjet-Unie, waarmee hij speelde op de WK's van 1958, 1962 en 1966. In 1970 reisde hij mee als derde keeper, maar kwam niet aan spelen toe. Met de Sovjet-Unie behaalde hij olympisch goud in 1956 en een winnaarsmedaille op het Europees kampioenschap van 1960. Zijn typische zwarte outfit leverde hem bijnamen als 'De Zwarte Panter' en 'De Zwarte Spin' op.
Jasjin wordt door velen beschouwd als de beste doelman aller tijden, wegens zijn lenigheid, indrukwekkende figuur en snelle reflexen. Ook stopte hij in zijn carrière ruim 150 strafschoppen, meer dan elke andere doelman. Daarnaast wist hij meer dan 270 clean sheets te verzamelen. Hij werd voor zijn prestaties beloond met de Ballon d'Or in 1963, als eerste en enige keeper ooit. In 1967 werd hij beloond met de Orde van Lenin, de op een na hoogste onderscheiding in de Sovjet-Unie. Door de IFFHS werd hij verkozen tot beste doelman van de 20e eeuw.

## Clubcarrière

### Jeugd
Jasjin werd op 22 oktober 1929 geboren in Moskou en kwam uit een arbeidersfamilie. Op zijn twaalfde levensjaar begon hij al te werken in de metaalbewerking, hiertoe gedwongen door de Tweede Wereldoorlog. Na een zenuwinzinking op zijn achttiende besloot hij bij een militaire fabriek te gaan werken. Hier begon hij te spelen voor de voetbalploeg van de fabriek. Zijn kwaliteiten bleven niet onopgemerkt en hij werd al snel gescout. Uiteindelijk kwam hij bij de jeugdploeg van Dinamo Moskou terecht.

### Dinamo Moskou
Bij Dinamo Moskou wist Jasjin niet meteen door te breken. Zijn officiële debuut maakte hij in 1950, op twintigjarige leeftijd, tegen Spartak Moskou. De eerste jaren speelde hij slechts occasioneel, voornamelijk in vriendschappelijke wedstrijden. Daar zat de concurrentie van de ervaren Aleksei Khomich voor iets tussen, die ook voor het nationale elftal uitkwam. Jasjin speelde ook bij de ijshockeyploeg van Dinamo, waar hij wel vaste keeper was en waarmee hij in 1953 de bekercompetitie van de Sovjet-Unie won. Een jaar later stopte hij met ijshockey om zich op het voetbal te focussen. Hier wist hij zich met sterke prestaties immers beetje bij beetje op te werken tot eerste keeper.
In 1954 won Jasjin zijn eerste titel met Dinamo, mede dankzij zijn sterke prestaties in doel. Later dat jaar volgde een eerste selectie voor het nationale elftal. Zijn combinatie van een volledig zwarte outfit en katachtige reflexen bezorgden hem de bijnaam 'De Zwarte Panter'. Door zijn vermogen om ballen te redden die erin leken te gaan werd ook de link met de acht poten van een spin gelegd. Naast zijn zwarte outfit droeg Jasjin ook vaak een typerende platte pet.
Jasjin bleef zijn hele carrière bij Dinamo Moskou. Hij kwam in totaal tot 326 wedstrijden voor de club, één minder dan recordhouder Aleksandr Novikov. In totaal werd hij vijf keer landskampioen en drie keer bekerwinnaar met Dinamo. Ook als Dinamo de titel niet pakte, was het een vaste klant in de top drie. In 1963 won Jasjin zelfs de Ballon d'Or, wat een hele prestatie was, niet alleen gezien zijn positie maar ook gezien het feit dat Russische ploegen niet deelnamen aan Europese competities en Russische spelers dus minder gelegenheid kregen om zich in de kijker te spelen. Wel mocht Jasjin dat jaar meedoen aan een wedstrijd tussen Engeland en het Wereldvoetbalelftal. Hoewel de Engelsen de wedstrijd wonnen met 2-1, maakte Jasjin indruk met spectaculaire reddingen, wat de doorslag gaf voor het behalen van de prijs.

#### Afscheidswedstrijd
In 1971 speelde Jasjin zijn afscheidswedstrijd, uitkomend voor zijn club Dinamo Moskou tegen een verzameling voetbalsterren zoals Pelé, Eusébio en Franz Beckenbauer. De wedstrijd werd in het toenmalige Leninstadion in Moskou gespeeld. Zo'n 100 000 toeschouwers kwamen opdagen om de topspelers te bewonderen en om Jasjin uit te wuiven.

## Internationale carrière
In 1954 werd Jasjin voor het eerst opgeroepen voor het nationale team. Zijn debuut maakte hij op 8 september in een oefenwedstrijd tegen Zweden. In 1956 mocht hij mee naar de Olympische Zomerspelen. In de eerste ronde werd Duitsland met 2-1 verslagen. In de kwartfinale tegen Indonesië bleef het 0-0, maar in een replay wonnen de Sovjets met 4-0. In de halve finale werd Bulgarije pas na verlengingen verslagen, in de finale werd met 1-0 van Joegoslavië gewonnen. De Sovjet-Unie had een eerste medaille in het voetbal te pakken, en het was meteen een gouden. In vier wedstrijden werden slechts twee doelpunten geïncasseerd, de wereld maakte kennis met Lev Jasjin.
In 1958 behoorde Jasjin tot de selectie voor het WK in Zweden. In de groepsfase werd gelijkgespeeld tegen Engeland en gewonnen van Oostenrijk, alvorens twee goals van Vavá een nederlaag inluidden tegen toekomstig wereldkampioen Brazilië, dat ook een 17-jarige Pelé in de rangen had. Jasjin voorkwam wel dat de score hoger opliep. De Sovjet-Unie mocht door naar de volgende ronde, maar dolf het onderspit tegen gastland Zweden.

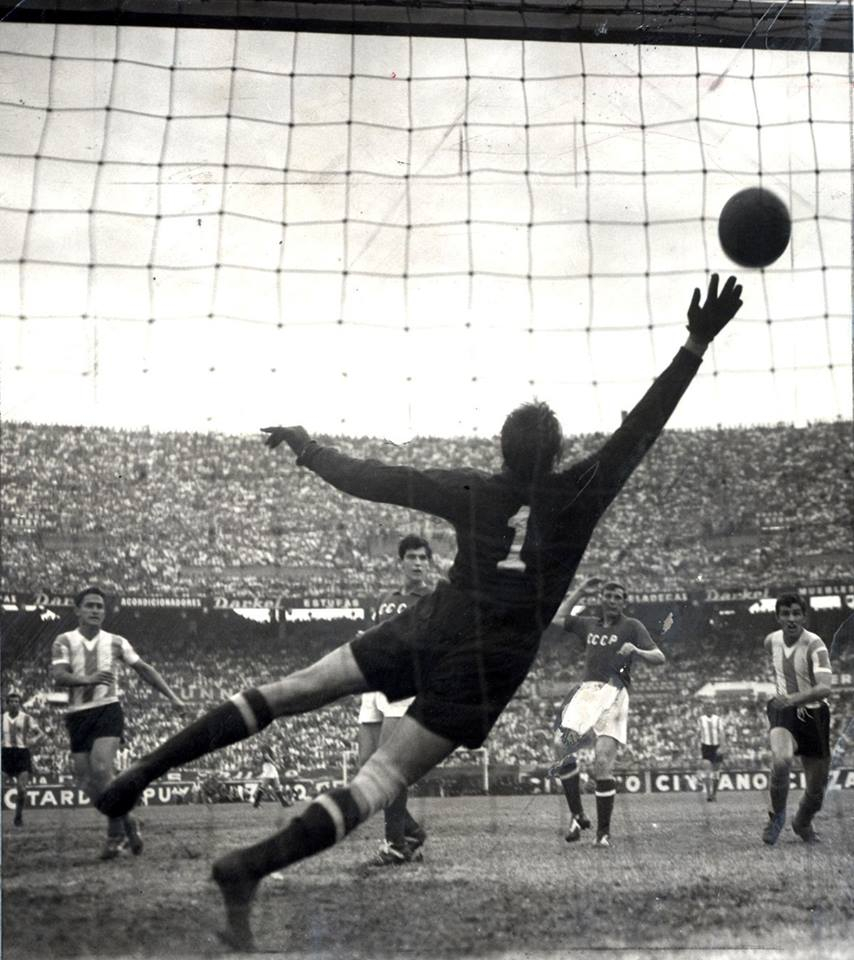
Jasjin in actie voor het nationale elftal.

Twee jaar later werd het eerste Europees kampioenschap georganiseerd. De Sovjet-Unie was een van de deelnemende landen, samen met Frankrijk, Joegoslavië en Tsjecho-Slowakijke. In de eerste wedstrijd, meteen de halve finale, leidden twee goals van Valentin Kozmitsj Ivanov een eenvoudige zege tegen Tsjecho-Slowakije in. In de finale was Joegoslavië de tegenstander. Na negentig minuten stond het 1-1, verlengingen dus. Hierin tekende Viktor Ponedelnik voor het beslissende doelpunt. Opnieuw was ook Jasjin weer van groot belang in het behalen van een hoofdprijs.
Het WK van 1962 was dan weer een mindere passage in de carrière van de dan 32-jarige Jasjin. In de groepsfase won de Sovjet-Unie weliswaar van Joegoeslavië en Uruguay, in de wedstrijd tegen Colombia liet Jasjin enkele vermijdbare doelpunten binnen, waaronder een hoekschop van Marcos Coll, en de wedstrijd eindigde in 4-4. In de volgende ronde herpakte Jasjin zich, maar gastland Chili was met 2-1 te sterk. Bij thuiskomst werd de ploeg opgewacht door misnoegde supporters, en vooral 'zondebok' Jasjin kreeg het zwaar te verduren. Achteraf bleek dat meerdere hersenschuddingen wellicht aan de basis lagen van zijn mindere optreden op het WK.
Op het WK in Engeland vier jaar later verging het de Sovjets beter. In de groepsfase werd gewonnen van Noord-Korea, Italië en Chili. Noord-Korea werd verrassend tweede in de groep. In de achtste finale trof de Sovjet-Unie Hongarije, dat met spelers als Ferenc Bene en Flórián Albert als een te duchten tegenstander gold. Mede dankzij een sterk keepende Jasjin wonnen de Sovjets echter, de halve finale was een feit. Hierin was West-Duitsland de tegenstander. Na doelpunten van Helmut Haller en Franz Beckenbauer verloor de Sovjet-Unie met 2-1. In de troostfinale was het Portugal van Eusébio te sterk. Niettemin was, mede dankzij het sterke keepen van de weer volledig in de armen gesloten Jasjin, de historische vierde plaats een feit.
In juli 1967 speelde Jasjin zijn laatste van 78 interlands, tegen Griekenland. In 1970 zou de 41-jarige Jasjin weliswaar meegaan naar het WK in Mexico, maar zijn rol was beperkt tot die van mentor voor de jongere spelers en hij zou niet meer van de bank afkomen.

## Latere leven
Na zijn carrière probeerde Jasjin het nog een tijdje als trainer in de tweede divisie van Finland en bij enkele jeugdteams.
In 1986 moest Jasjin een van zijn benen laten amputeren als gevolg van tromboflebitis. Hij overleed op 20 maart 1990 op 60-jarige leeftijd aan maagkanker.

## Invloed en erkenning

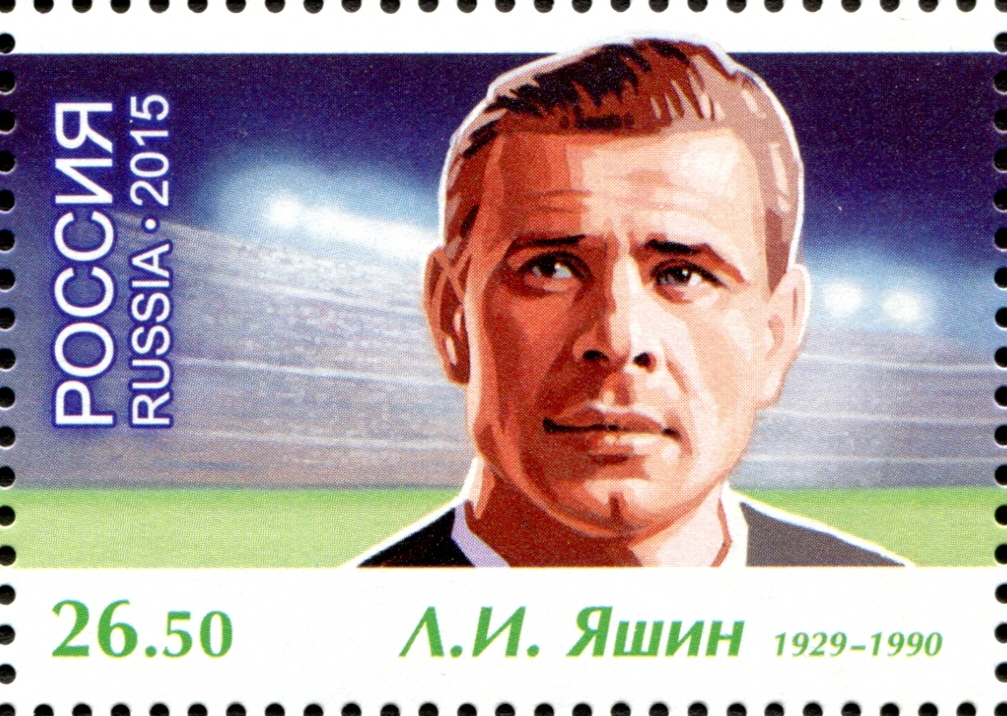
Een postzegel van Jasjin.

Van Jasjin wordt gezegd dat hij de positie van doelman revolutioneerde. Zijn positionering stelde hem in staat indien nodig op te treden als extra verdediger en hij kon gevaarlijke tegenaanvallen opzetten met snelle worpen. Tegelijk groeide Jasjin op in een Sovjettraditie van hard werk en zelfopoffering. De doelman die zich naar de bal slingert werd een soort propagandasymbool. Jasjin belichaamde dit ideaal en werd gezien als een nationaal icoon. In 1967 ontving hij de Orde van Lenin voor zijn verdiensten.
Jasjin wordt algemeen beschouwd als een van de beste doelmannen aller tijden, zo niet de beste. Dit wordt ondersteund door het feit dat hij als eerste en enige doelman de Ballon d'Or wist te winnen. In het stadion van Dinamo Moskou staat inmiddels een bronzen standbeeld van Jasjin, die tot de grootsten van de club wordt gerekend. In 2000 werd Jasjin gekozen in het FIFA-team van de eeuw en kreeg hij postuum de prijs voor 'keeper van de eeuw' door de IFFHS. Ook vernoemde de FIFA in 1994 de prijs voor beste doelman op een wereldkampioenschap naar Jasjin.

## Erelijst
Als voetballer
 Dinamo Moskou
- Sovjet Top Liga: 1954, 1955, 1957, 1959, 1963
- Beker van de Sovjet-Unie: 1953, 1967, 1970

 Sovjet-Unie
- Olympische Spelen: 1956
- UEFA EK: 1960

Individueel
- Europees voetballer van het jaar: 1963
- Beste doelman van de Sovjet-Unie: 1960, 1963, 1966
- Orde van Lenin: 1967
- Olympische Orde: 1986
- FIFA Gouden Orde: 1988
- Gouden medaille van de 'Hamer en sikkel' als held van socialistische arbeid (1989)
- FIFA "Doelman van de eeuw": 2000

Als ijshockeyer
 Dinamo Moskou
- Beker van de Sovjet-Unie: 1953